# Borkowo (powiat sławieński)
Borkowo (kaszub. Bòrkòwò, niem. Borkow) – wieś w Polsce położona w województwie zachodniopomorskim, w powiecie sławieńskim, w gminie Malechowo. Wieś wzmiankowana w dokumentach po raz pierwszy w 1267. Za wsią, na skraju lasu, znajdują się grobowce megalityczne.

## Zabytki
- park dworski, pozostałość po dworze[4].